# Huawei P40 lite
Huawei P40 lite — смартфон компанії Huawei, був представлений на європейському ринку в лютому 2020 року. На китайському ринку цей апарат випускався під назвою Nova 6 SE. На деяких ринках смартфон продавався як Nova 7i.
Офіційні продажі смартфону в Україні розпочалися 25 березня 2020 року.

## Зовнішній вигляд
Корпус смартфона виконаний з міцного пластику, що імітує скло. Передня панель виконана зі скла.
Фронтальна камера знаходиться не у краплеподібному вирізі, а у вирізі у верхньому лівому куті. Рамка телефону, що стилізована під метал, пластикова.
З тильної сторони 4 модулі основної камери. Дактилоскопічний датчик (сканер відбитків пальців) не вмонтований в дисплей, а розташований в кнопці живлення.
В Україні смартфон можна придбати у 3 кольорах — чорний (Midnight Black), зелений (Crush Green), рожевий (Sakura Pink).

## Апаратне забезпечення
Апарат має 8-ядерний процесор Hisilicon Kirin 810: 6 ядер Cortex-A55 з частотою 2.28 ГГц та 2 ядра Cortex-A55 з частотою 1.88 ГГц. Графічне ядро — Mali-G52.
Huawei P40 lite має TFT LCD дисплей з діагоналлю 6.4" (2310x1080) із співвідношенням сторін 20:9.
Внутрішня пам'ять телефону складає 128 ГБ, оперативна пам'ять — 6 ГБ. Підтримує карти типу NM Card (до 256 ГБ).
Акумулятор незнімний Li-Pol 4100 мА/г із можливістю швидкісного заряджання пристроєм HUAWEI SuperCharge на 40 Вт (70 % за 30 хвилин).
Huawei P40 lite має 4 модулі основної камери: 48 МП (f/1.8, ширококутний об'єктив) + 8 МП (f/2.4, надширококутний об'єктив) + + 2 МП (f/2.4 макро об'єктив) + 2 МП (f/2.4 створення ефекту боке). Фронтальна камера 24 МП (f/2.0) з ефектом боке, але без автофокусу.

## Програмне забезпечення
Huawei P40 lite працює на операційній системі Android 10.0 з графічною оболонкою EMUI 10.0.1, сервіси Google відсутні.
Підтримує стандарти зв'язку: 2G GSM, 3G WCDMA, 4G LTE.
Бездротові інтерфейси: WiFi 802.11 a/b/g/n/ac, Bluetooth 5.0, A2DP, LE, aptX HD, NFC. Huawei P40 lite підтримує навігаційні системи: GPS, A-GPS, ГЛОНАСС.
Смартфон оснащений роз'ємами Type-C та USB 2.0, має 3.5 мм роз'єм для підключення навушників.
Датчики: акселерометр, гіроскоп, датчик наближення, датчик освітлення, цифровий компас, датчик відбитку пальця, розблокування за обличчям.
Найнижча ціна в Україні в червні 2020 — 6090 грн.